# Аквавива д’Арагона, Джулио Антонио
Джулио Антонио Аквавива д'Арагона (итал. Giulio Antonio Acquaviva d'Aragona; 1691 — 1746), 11-й герцог ди Нардо, 7-й герцог ди Ночи — неаполитанский аристократ.

## Биография
Сын (посмертный) Джулио Аквавивы д’Арагоны, 10-го герцога ди Нардо, 6-го герцога ди Ночи, и Доротеи Аквавивы д’Арагоны.
24-й граф ди Конверсано, 15-й граф ди Сан-Флавьяно.
Был заместителем начальника службы здравоохранения в связи с подозрением на эпидемию в 1720 году. В 1723 году находился в заключении в замке Пиццигеттоне. В 1731 году был пожалован императором Карлом VI в рыцари ордена Золотого руна.
Во время войны за Польское наследство в 1734 году, накануне вторжения войск инфанта дона Карлоса в Неаполитанское королевство, император решил назначить в провинции викариев из числа наиболее преданных австрийскому режиму дворян. Аквавива был направлен викарием в область Бари. После победы испанцев вице-король граф Джулио Борромеи Висконти приказал Аквавиве покинуть неаполитанскую территорию и тот удалился в Венецию, а затем прибыл ко двору в Вену. Поскольку земли изгнанников подлежали конфискации, герцог с разрешения императора вернулся на родину.

## Семья
Жена (24.01.1711): Мария Тереза Спинелли (24.06.1693—3.04.1768), дочь Карло Франческо Спинелли, 6-го князя ди Тарсия, и Джулии Спинелли Барриле
Дети:
- Франческа (15.04.1712—18.07.1771). Муж (12.06.1737): Одеризио де Сангро, 1-й князь Фонди
- Джованни Джироламо (ум. 1777), 12-й герцог ди Нардо, 8-й герцог ди Ночи. Муж (26.04.1741): Мария Джузеппа Спинелли (22.08.1723—30.01.1757), дочь Франческо Спинелли, 7-го князя ди Скалеа, и Марии Розы Пиньятелли
- Элеонора (ум. 26.03.1760). Муж (2.07.1736): Диего д'Авалос д'Аквино д'Арагона, 9-й князь ди Франкавилла
- Карло, 21-й герцог Атри
- Джузеппе, маркиз де Трепуцци, мальтийский рыцарь. Испанский генерал, кавалер ордена Святого Януария
- Паскуале (3.11.1718—29.02.1788), кардинал
- Анна Катерина (ум. 15.05.1747). Муж (22.01.1745): Франческо Каттанео делла Вольта (1721—1790), 4-й князь ди Сан-Никандро, герцог ди Термоли, сын Доменико Каттанео делла Вольты
- Анна (ум. 9.12.1797). Муж (16.09.1748): Плачидо Империали, 2-й князь ди Сант-Анджело